# 須藤勝
須藤 勝（すどう まさる、1950年 - ）は日本の教育者、国語教諭。
早稲田大学文学部露文科卒業。練馬区職員として在職中に法政大学通信課程で教職課程を履修し、1980年より東京都教育委員会の職員（教員）として、国語科教諭として都立高校へ勤務する。東京都立大泉高等学校教頭の後に、校長として東京都立深沢高等学校、東京都立三田高等学校で教育活動を行う。2009年～2011年に東京都立大学附属高等学校および東京都立桜修館中等教育学校へ着任し、再編に伴う処置を担い、同校の同窓会などへ提言をした。2010年には文部科学省より教育者表彰を授与される。また教育関係団体の役職を歴任しており、全国高等学校長協会常務理事、全国高等学校文化連盟副会長、東京都高等学校文化連盟代表、全国高等学校家庭クラブ連盟成人会長などへ就任した。さらに東京都教育委員会部活動基本問題検討委員会委員、全国高校生読書体験記コンクール選考委員、早稲田大学教師教育研究所招聘研究委員などとして諸活動に努めた。2012年より白梅学園清修中高一貫部校長に就任した。